# Supersimetria
La supersimetria és un marc teòric de la física que suggereix l'existència d'una simetria entre partícules amb espín sencer (bosons) i partícules amb espín mig sencer (fermions). Proposa que per a cada partícula coneguda, existeix una partícula associada amb diferents propietats d'espín. Hi ha hagut múltiples experiments sobre supersimetria que no han aconseguit proves que existeixi a la natura. Si es troben proves, la supersimetria podria ajudar a explicar certs fenòmens, com ara la naturalesa de la matèria fosca i el problema de la jerarquia en la física de partícules.
Una teoria supersimètrica és una teoria en què les equacions de la força i les equacions de la matèria són idèntiques. En física teòrica i matemàtica, qualsevol teoria amb aquesta propietat té el principi de supersimetria (conegut pel mot creuat anglès SUSY). Existeixen desenes de teories supersimètriques. En teoria, la supersimetria és un tipus de simetria espai-temps entre dues classes bàsiques de partícules: els bosons, que tenen un espín de valor enter i segueixen les estadístiques de Bose-Einstein, i els fermions, que tenen un espín de valor mig enter i segueixen Fermi-Dirac estadístiques. Els noms dels socis bosònics dels fermions tenen el prefix s-, perquè són partícules escalars.
En supersimetria, cada partícula de la classe dels fermions tindria una partícula associada a la classe dels bosons, i viceversa, coneguda com a supercompany. El gir de la superpartícula d'una partícula és diferent per un mig enter. Per exemple, si l'electró existeix en una teoria supersimètrica, llavors hi hauria una partícula anomenada selectró, un soci bosònic de l'electró. En les teories de supersimetria més simples, amb una supersimetria perfectament "ininterrompuda", cada parella compartiria la mateixa massa i nombres quàntics interns a més de l'espín. Les teories de supersimetria més complexes tenen una simetria trencada espontàniament, cosa que permet als supercompanys diferir en la massa.
La supersimetria té diverses aplicacions a diferents àrees de la física, com ara la mecànica quàntica, la mecànica estadística, la teoria quàntica de camps, la física de la matèria condensada, la física nuclear, l'òptica, la dinàmica estocàstica, l'astrofísica, la gravetat quàntica i la cosmologia. La supersimetria també s'ha aplicat a la física d'altes energies, on una extensió supersimètrica del model estàndard és un possible candidat per a la física més enllà del model estàndard. Tanmateix, no s'ha verificat experimentalment cap extensió supersimètrica del model estàndard.

## Història
Hironari Miyazawa va proposar per primera vegada una supersimetria que relaciona mesons i barions, en el context de la física hadrònica, el 1966. Aquesta supersimetria no implicava l'espai-temps, és a dir, tractava de simetria interna, i estava molt trencada. El treball de Miyazawa va ser ignorat en aquell moment.
JL Gervais i B. Sakita (el 1971), Yu. A. Golfand i EP Likhtman (també el 1971), i DV Volkov i VP Akulov (1972), van redescobrir de manera independent la supersimetria en el context de la teoria quàntica de camps, un tipus radicalment nou de simetria de l'espai-temps i camps fonamentals, que estableix una relació entre partícules elementals de diferent naturalesa quàntica, bosons i fermions, i unifica l'espai-temps i les simetries internes dels fenòmens microscòpics. La supersimetria amb una estructura graduada algebraica de Lie consistent en la qual es va basar directament el redescobriment de Gervais-Sakita va sorgir per primera vegada el 1971 en el context d'una versió primerenca de la teoria de cordes de Pierre Ramond, John H. Schwarz i André Neveu.
El 1974, Julius Wess i Bruno Zumino van identificar les característiques de renormalització de les teories de camp supersimètrics de quatre dimensions, que les van identificar com a QFTs notables. Juntament amb Abdus Salam i els seus companys van introduir les primeres aplicacions de la física de partícules. L'estructura matemàtica de la supersimetria (superàlgebra de Lie graduades) s'ha aplicat posteriorment amb èxit a altres temes de la física, que van des de la física nuclear, fenòmens crítics, la mecànica quàntica fins a la física estadística, i la supersimetria continua sent una part vital de moltes teories proposades en moltes branques de la física.
En física de partícules, Pierre Fayet va proposar la primera versió supersimètrica realista del model estàndard l'any 1977 i es coneix com a model estàndard supersimètric mínim o MSSM per abreujar-ho. Es va proposar resoldre, entre altres coses, el problema de jerarquia.
La supersimetria va ser encunyada per Abdus Salam i John Strathdee l'any 1974 com a simplificació del terme simetria de super-gauge usat per Wess i Zumino, encara que Zumino també va utilitzar el mateix terme aproximadament al mateix temps. El terme supergauge va ser al seu torn encunyat per Neveu i Schwarz el 1971 quan van idear la supersimetria en el context de la teoria de cordes.
La primera versió supersimètrica realista del model estàndard fou proposada el 1981 per Howard Georgi i Savas Dimopoulos i s'anomena model estàndard supersimètric mínim (denotat per les seues sigles en anglés MSSM). Fou proposat per resoldre el problema de la jerarquia de gauge que té el model estàndard quan és encastat en un marc teòric que té altes escales d'energia. El model estàndard supersimètric mínim prediu supercompanys amb energies entre 100 GeV i 1 TeV, i unificació de les constants d'acoblament electromagnètica, feble i forta a l'escala de GUT (10¹⁶ GeV). Un altre aspecte interessant de la teoria és que aporta noves partícules pesants estables (WIMP, com el neutralí) amb característiques similars a les esperades per a explicar la matèria fosca.